# Bandera de Chachapoyas
La Bandera de Chachapoyas fue oficialmente adoptada hace 36 años, el 26 de agosto de 1988. Está dividida en tres franjas horizontales: La superior es de color celeste con un sol amarillo a la derecha, la del medio es verde con dos elevaciones diagonales en los extremos, y la inferior es roja.

## Historia
En 1979 solo el departamento de Amazonas poseía bandera pero no las ciudades y provincias que lo formaban. Por ello el organismo COPRA (Comité de Progreso del Amazonas) convocó con ocasión del 147 aniversario del departamento (1979) un concurso para dotar a Chachapoyas de bandera, escudo e himno. El concurso se desarrolló entre los alumnos de sexto grado de la educación básica regular de todos los centros educativos. La idea había surgido siendo Presidente del COPRA, el reverendo padre Pedro Pablo Reátegui del Águila, como propuesta del Profesor Luis Herrera Castro. La idea fue aceptada y se crearon las comisiones para elaborar las bases del concurso y llevarlo a la praxis.
En el mes de diciembre de 1979 el periódico Fiat Lux ofrecía la noticia del concurso y el nombre del ganador: un niño llamado Tomislav Vojvodic Vargas creó la bandera Chachapoyana.
COPRA gestionó oportunamente su reconocimiento oficial, el cual le fue asignado por el Concejo Provincial de Chachapoyas el 26 de agosto de 1988, cuando la ciudad celebró su 450 aniversario de fundación española; siendo alcalde provincial el profesor Don José Humberto Marín Jiménez, quien conjuntamente con los demás regidores emitieron la resolución respectiva.
Tomislav Vojvodic Vargas estudiaba en el colegio seminario de Jesús María, siendo director el religioso Pedro Pablo Reátegui del Águila (Presidente de COPRA), y fue el padre del niño quien obsequió a COPRA el primer ejemplar de la bandera, el mismo que aún se conserva en poder del ideólogo del concurso: el profesor Luis Herrera Castro.

Resolución 53-88-APHC:
[...] Considerando que en el mes de Noviembre de 1979 cuando el presidente del COPRA, Sr. Luis Marino Herrera Castro convocó a todos los centros educativos de la localidad para llevarse a cabo un concurso para dotar a la ciudad de Chachapoyas de su bandera, que la simbolice en todos los actos cívicos y patrióticos. 

Que como consecuencia del concurso realizado el 21 de Noviembre de 1979 resultó ganador el alumno de sexto grado del CE nº 18004 – Colegio seminario de Jesús María, Tomislav Vojvodic Vargas, presentando la bandera cuatricolor significando el rojo la sangre derramada por los Chachapoyanos, el verde la Pampa de Higos Urco y los cerros que rodean Chachapoyas, el celeste que significa paz y tranquilidad, y el sol que significa el sol naciente. 
Que para los efectos de aprobación del concurso realizado actuaron como jurado los señores Leopoldo Best Ramos, subdirector departamental de Educación de Amazonas; Pedro Zagaceta Vallejos, teniente de la Guardia Republicana; Carlos Zubiate Zabarburu y Victor Estudardo Poémape Abanto, educadores. 
Que en sesión última del Concejo de la Municipalidad provincial de Chachapoyas, por unanimidad se acordó presentar la bandera ganadora arriba mencionada el día 5 de Septiembre de 1988 por cumplir 450 años de la fundación española de la ciudad de Chachapoyas.
Y de conformidad con la nueva ley orgánica de municipalidades 23853/84 y atribuciones conferidas al despacho de Alcaldía, se resuelve:
1º Apruébese la bandera antes mencionada que simboliza a Chachapoyas “Ciudad de la Frontera”. 

2º Otorgase diploma y medalla del 450 aniversario al ideólogo de la bandera aprobada Tomislav Vojvodic Vargas.
Firmado: Jose Humberto Marín Jimémez – Alcalde Provincial., 26 de Agosto de 1988.

## Interpretación
El color celeste simboliza el cielo chachapoyano con el sol naciente amarillo a la derecha. El color verde representa las pampas donde lucharon el 6 de junio de 1821 los héroes de Higos Urco y los cerros que rodean a la ciudad. El rojo hace alusión a la sangre derramada por estos.